# Bình Thành, Lấp Vò
Bình Thành là một xã thuộc huyện Lấp Vò, tỉnh Đồng Tháp, Việt Nam.

## Địa lý
Xã Bình Thành nằm ở phía Tây Nam huyện Lấp Vò. Cụ thể:
- Phía đông giáp xã Vĩnh Thạnh
- Phía Tây, Tây Bắc giáp tỉnh An Giang
- Phía Nam, Tây Nam giáp xã Định An
- Phía Bắc giáp với thị trấn Lấp Vò
- Phía Đông Nam giáp xã Định Yên
- Phía Đông Bắc giáp xã Bình Thạnh Trung

### Điều kiện tự nhiên
Khí hậu ở đây mang đặc trưng của khí hậu nhiệt đới gió mùa, có nắng nhiều, nhiệt độ cao đều trong các năm khoảng 26,9°C (theo nhiệt độ bình quân tại Sa Đéc); biên độ nhiệt ngày đêm chênh lệch lớn, rất thuận lợi cho thâm canh tăng vụ, tăng nâng suất và chất lượng sản phẩm.
Lượng mưa trung bình năm tương đối thấp từ 1300 đến 1500 mm, lại phân bố không đồng đều giữa các tháng trong năm.
Địa hình: Thấp dần theo hướng từ bờ sông Hậu vào sâu trong đồng ruộng với độ cao từ 0,5 m đến 1,5 m so với mực nước biển. Nước trên địa bàn xã khá dồi dào, được cung cấp quanh năm thông qua sông Hậu, kênh xáng Lấp Vò và nhiều kênh rạch khác. Tuy nhiên, mức độ khai thác để phục vụ sản xuất nông nghiệp là phụ thuộc vào chế độ thủy văn hàng năm, chịu sự chi phối bởi 3 yếu tố chính là: chế độ mưa tại chỗ, chế độ dòng chảy của sông Hậu, chế độ thủy triều Biển Đông.
Đất đai chia làm ba loại: chủ yếu là đất phù sa (1.380 ha chiếm 73,9%) đất phèn (254 ha chiếm 13,6%) và đất phèn ít, tầng sinh phèn xuất hiện sâu trên 80 cm.
Theo kết quả kiểm kê đất đai năm 2011, đất đai của xã đang được khai thác khoảng 87,5%, bao gồm Đất nông nghiệp là 1435,1688 ha (chiếm 75% diện tích tự nhiên), trong đó chủ yếu là 
- Đất ruộng 3 vụ lúa: 1309,9701 ha (chiếm 69%)
- Đất trồng cây lâu năm: 100,1381 ha (chiếm 5%)
- Đất vườn tạp: 39,71 ha (chiếm 2,1%)
- Đất nuôi trồng thủy sản không đáng kể.

### Chủ tịch xã qua các thời kỳ
- Lê Phước Hồng (? - 2012)
- Bùi Văn Dũng (2012 - 2015)
- Phạm Văn Cảnh (2015 - nay).

## Hành chính
Xã Bình Thành có 6 đơn vị trực thuộc gồm:
- ấp Bình Lợi,
- ấp Bình An,
- ấp An Thạnh,
- ấp Bình Hoà,
- ấp Bình Phú Quới,
- ấp Vĩnh Phú

## Lịch sử
Bình Thành là tên ghép từ 2 xã Bình Thành Tây và Bình Thành Đông thuộc huyện Lấp Vò, tỉnh Đồng Tháp.
Quyết định 77-HĐBT ngày 27 tháng 06 năm 1989, xã Bình Thành thuộc huyện Thạnh Hưng.
Nghị định 81-CP ngày 06 tháng 12 năm 1996, xã Bình Thành thuộc huyện Lấp Vò.

## Kinh tế - xã hội
Năm 1975, xã Bình Thành có 1.864 hộ dân, 975 ha đất sản xuất, chủ yếu trồng được lúa một vụ, năng suất thấp, lương thực thiếu thốn, cuộc sống người dân khó khăn, y tế yếu kém. Để giải quyết được nạn thiếu lương thực, xã đã huy động sức người, sức của tập trung làm thủy lợi, liên tục trong các năm 1976, 1977, 1978 dẫn nước tưới tiêu, tháo phèn để từ sản xuất lúa một vụ sang lúa hai vụ trong một năm.
Công tác thủy lợi của xã đi đầu trong toàn Huyện, trong năm 1985, xã đã huy động được 3.741 lượt lao động tham gia, thực hiện được 32 công trình, đã hoàn chỉnh mạng lưới thủy lợi cơ sở. Các ngành tiểu thủ công nghiệp đã đi vào hoạt động có nề nếp. Các hoạt động giáo dục cũng diễn ra sôi nối, số học sinh tăng cao, có một trường đạt danh hiệu trường tiên tiến cấp tỉnh và hai trường đạt loại khá. Công tác chăm sóc sức khỏe nhân dân được chú trọng, tổ chức mạng lưới Đông, Tây y đều khắp nông thôn. Tình hình an ninh chính trị được đảm bảo, thường xuyên tuyên truyền phổ biến pháp luật trong trong nhân dân. Từ đó, xã Bình Thành đã nâng cao được một bước phát triển kinh tế, chính trị, xã hội, đời sống vật chất và tinh thần của Nhân dân được nâng lên rõ rệt, tạo được lòng tin của Nhấn dân đôi với Đảng,
Tuy nhiên, trong giai đoạn này, Bình Thành cũng đã gặp nhiều khó khăn trong sản xuất nông nghiệp, nhất là cuối vụ hè thu 1989, nguyên nhân là do thực hiện bao cấp về vật tư và tiền vốn, nên tập thể không có khả năng đầu tư cho xã viên như trước. Vốn tích lũy của tập đoàn và hợp tác xã rất ít, sự quản lý của hợp tác xã và liên tập đoàn không đồng nhất với nhau, quản lý thủy nông không đảm bảo, thiếu chi phí sửa chữa mảy móc cũ, hư,... Nhận định tình hình khó khăn trên, Cấp ủy họp bàn thống nhất từ trong chi bộ đến cản bộ ngoài Đảng và ra đại hội xã đi đến quyết định: “Tiếp tục duy trì và đưa phong trào hợp tác đi lên thông qua sự hợp nhất lên hợp tác xã toàn xã. Đồng thời, tích cực tranh thủ sự giúp đỡ của công ty thuốc sát trùng miền Nam bán thuốc trừ sâu trả chậm, làm vốn đầu tư cho sản xuất”. Từ đó, hợp tác xã làm ăn luôn mang lại hiệu quả và đứng vững. Song song đó, Cấp ủy luôn đặt công tảo thủy lợi lên hàng đầu, bằng phương châm “Nhà nước và Nhân dân cùng làm ”từ năm 1987-1991 xã đã huy động nhân lực thi công 19 công trình thủy lợi tạo nguồn và 200 công trình thủy lợi nội đồng.
Trong thời kỳ chuyển đối cơ chế từ tập trung quan liêu bao cấp sang quản lý kinh tế thị trường theo định hưởng XHCN, trong khi nhiều địa phương khảo gặp khó khăn, nhất là sự khủng hoảng, tan rã của các Tập đoàn sản xuất, hợp tác xã theo mô hình cũ thì xã Bình Thành vẫn vận dụng đúng đắn, sảng tạo các quan điểm đường lối đổi mới của Đảng, duy trì và củng cố vững chắc kinh tế hợp tác, tạo nên một xu thế tất yếu trên con đường đi lên sản xuất lởn XHCN.
Với những thành tích nổi bật, vượt trội và sự nỗ lực của toàn Đảng bộ, năm 1990, Đảng bộ và Nhân dân xã Bình Thành vinh dự được Chủ tịch nước Cộng hòa xã hội chủ nghĩa Việt Nam phong tặng danh hiệu Anh hùng lực lượng vũ trang nhân dân thời kỳ đổi mới. Có 1 Mẹ Việt Nam anh hùng.
Năm 2015, được Ủy ban nhân dân Tỉnh Đồng Tháp công nhận đạt chuẩn “Xã nông thôn mới”.
Xã Bình Thành nằm ở phía tây - nam của huyện Lấp Vò, có chiều dài 13 km, vị trí thuận lợi để phát triển kinh tế toàn diện cả nông nghiệp, công nghiệp, tiểu thủ công nghiệp, thương mại và dịch vụ. Do tiếp giáp với 2 trung tâm kinh tế - chính trị lớn là thị trấn Lấp Vò và thành phố Long Xuyên, tỉnh An Giang, có Cụm Công nghiệp Vàm Cống, có Quốc lộ 80 và Quốc lộ 54 đi qua, có Bến phà Vàm Cống là đầu mối giao thông quan trọng để giao lưu kinh tế giữa các tỉnh Đồng bằng sông Cửu Long. Với địa bàn dân cư tập trung đông đúc và là xã trọng điểm phức tạp về ANTT và TNXH như: mại dâm, ma túy, cờ bạc, thanh thiếu niên tụ tập đánh nhau càn quấy và các loại đối tượng tù trên tha về tái phạm tội. Từ đó, phát sinh nhiều loại hình tội phạm mới, hoạt động tinh vi hơn, phức tạp hơn. Nhưng với chủ trương đúng đắn kịp thời của Đảng bộ, sự chỉ đạo sâu sát trực tiếp của Huyện ủy, UBND huyện và sự phối hợp chặt chẽ với Công an huyện, các Ban, Ngành, Đoàn thể cùng với tinh thần ý chí cảnh giác của lực lượng Công an, đồng thời cũng nhờ sự ủng hộ tích cực của quần chúng nhân dân. Từ đó, tình hình ANCT ổn định, trật tự ATXH được giữ vững.
Có 2 Nhà máy chế biến thủy sản APA (QL80, ấp Bình Phú Quới) và Sao Mai IDI (Cụm công nghiệp Vàm Cống, ấp An Thạnh).
Có 1 Nhà máy chế biến thức ăn thủy sản Sao Mai Super Feed (Cụm công nghiệp Vàm Cống, ấp An Thạnh).

### Giáo dục
Có 1 trường mẫu giáo, 2 trường tiểu học và 1 trường THCS:
- Trường Mẫu Giáo Bình Thành
- Trường TH Bình Thành 2
- Trường TH Bình Thành 3
- Trường THCS Bình Thành.

### Y tế
Có trung tâm y tế xã tại Quốc Lộ 80 ấp Vĩnh Phú.

## Giao thông
Có 2 tuyến quốc lộ đi qua là Quốc lộ 80 và Quốc lộ 54. Ngoài ra, vào năm 2017 đưa vào sử dụng Quốc lộ N2B tuyến nối cầu Vàm Cống(xã Định An, Lấp Vò) và cầu Cao Lãnh, có độ dài khoảng 3 km thuộc địa phận xã Bình Thành.
Có 01 bến Phà Vàm Cống nay đã ngưng hoạt động từ ngày 02/09/2019.
Có 04 bến đò nhỏ ngang kênh xáng Lấp Vò (bến đò 13, bến đò 08, bến đò chợ Vàm Cống, bến đò An Hoà).

## Hình ảnh

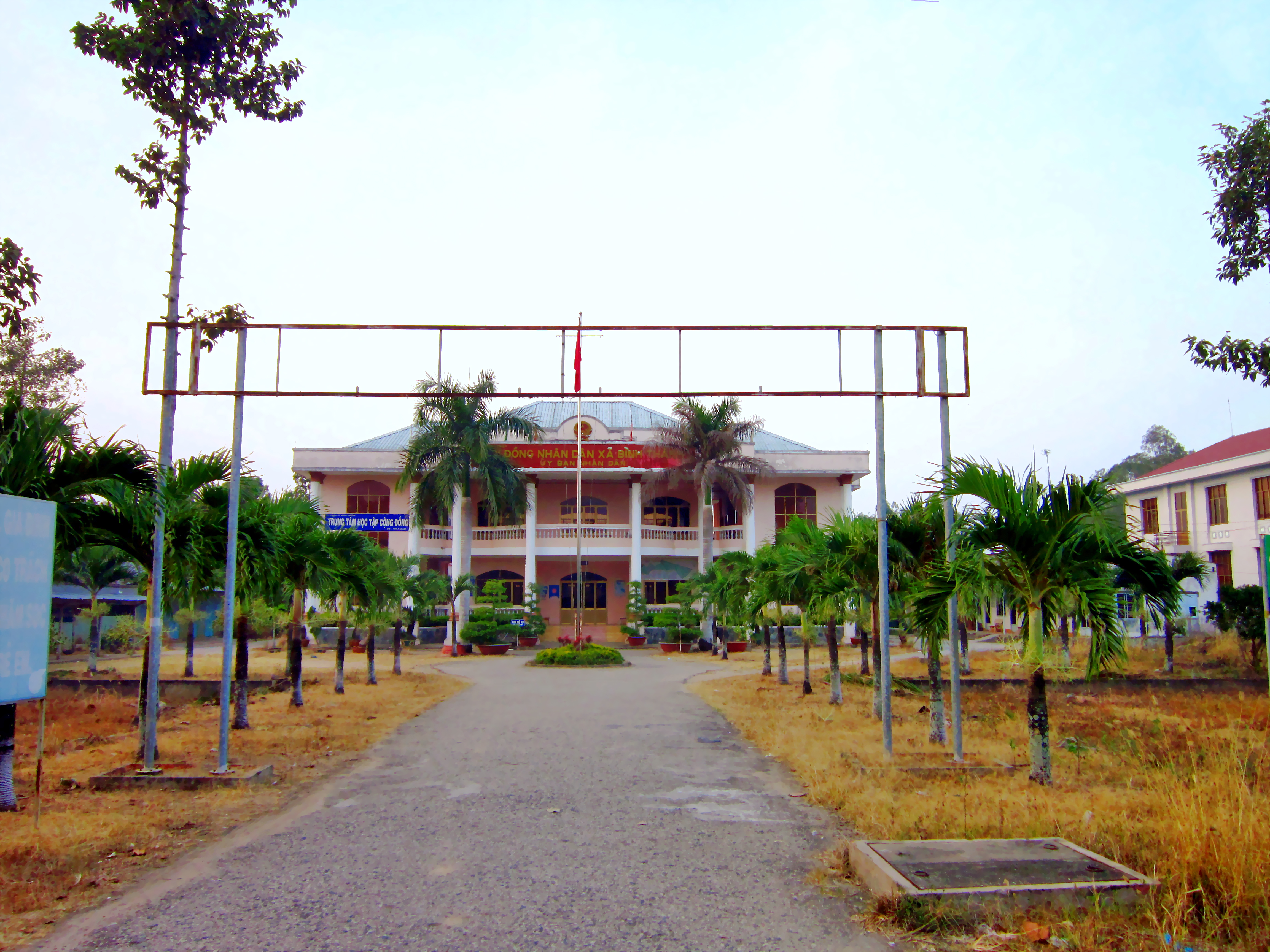
Ủy ban Nhân dân xã Bình Thành cũ.
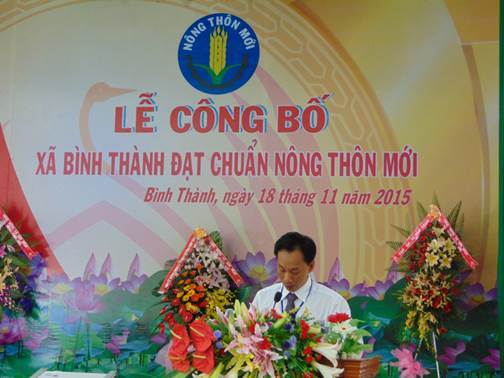
Đ/c Phạm Văn Cảnh – Chủ tịch UBND xã Bình Thành
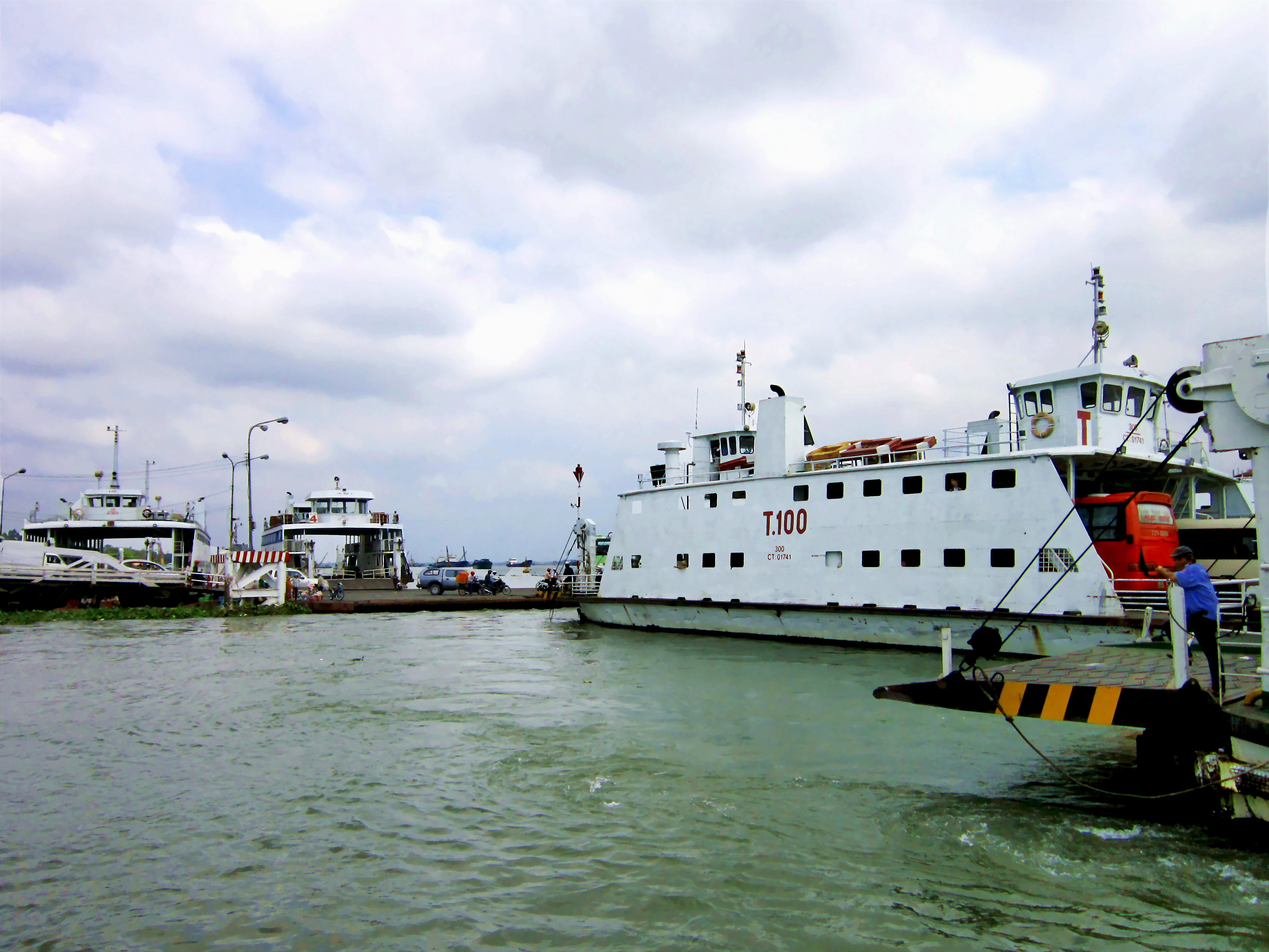
Bến phà Vàm Cống, bờ phía Đồng Tháp, đặt ở xã Bình Thành.
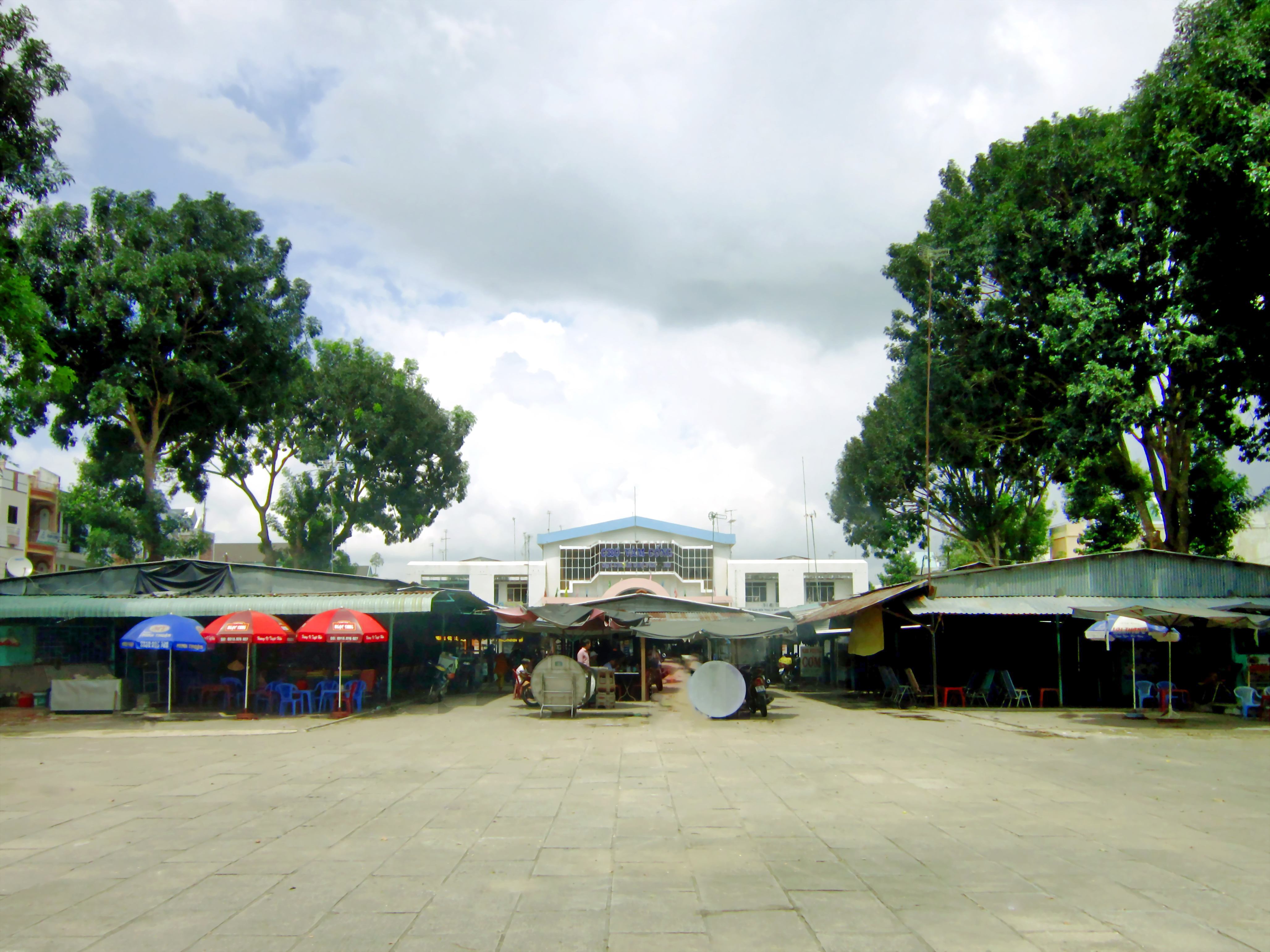
Chợ Vàm Cống
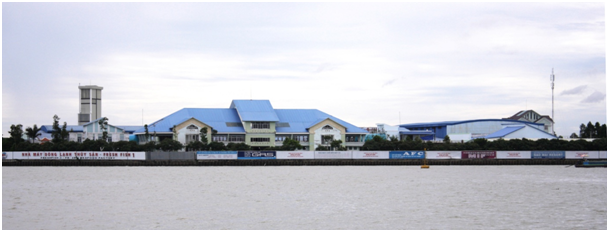
Cụm công nghiệp Vàm Cống
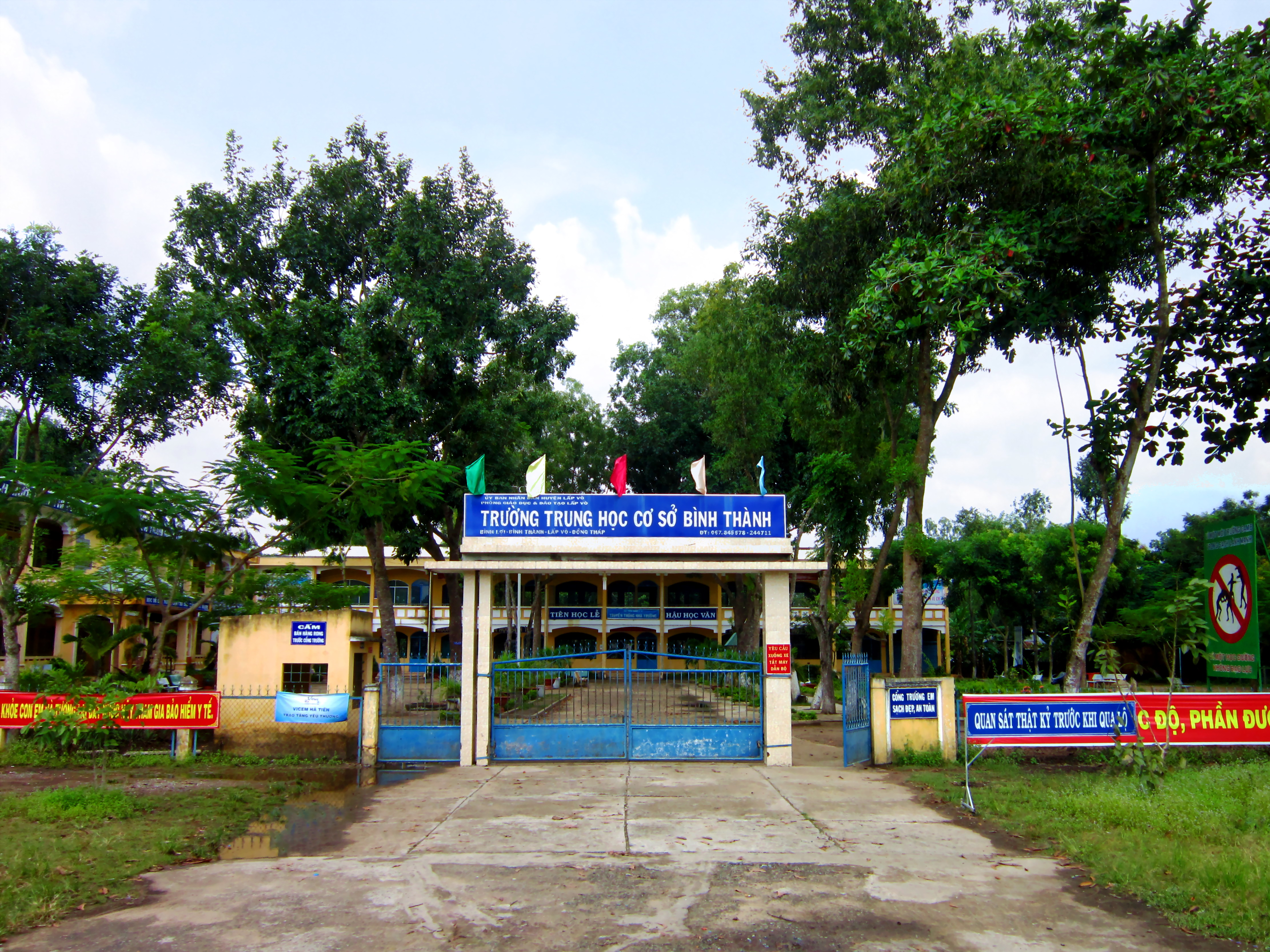
Trường Trung học cơ sở xã Bình Thành.
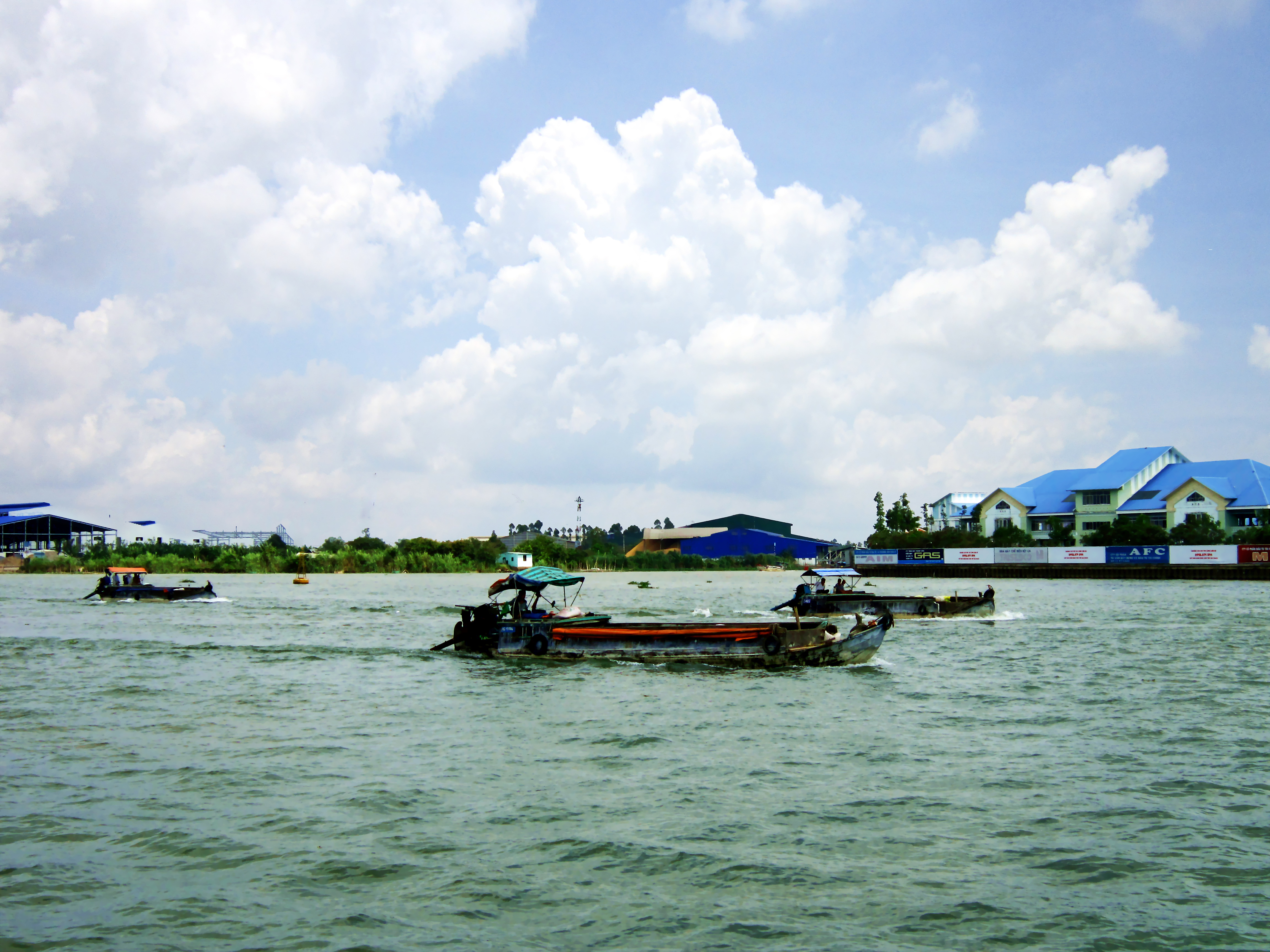
Một phần của xã Bình Thành nằm bên sông Hậu
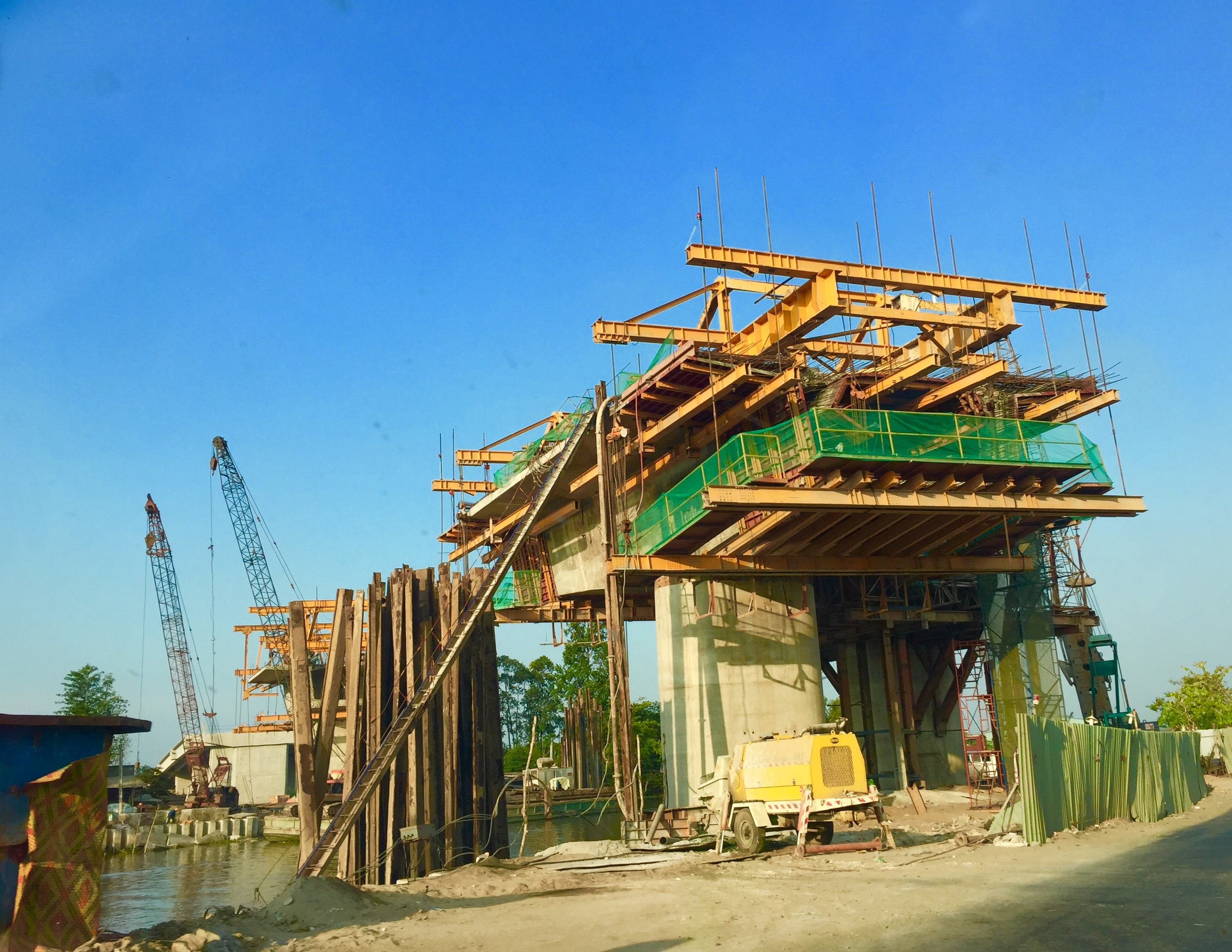
Cầu nối N2B đang thi công
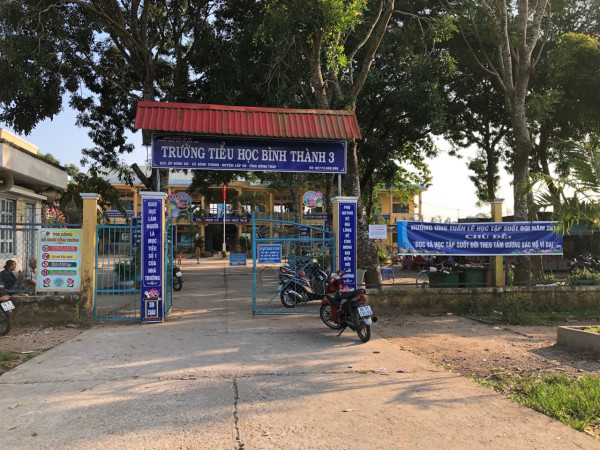
Trường tiểu học Bình Thành 3
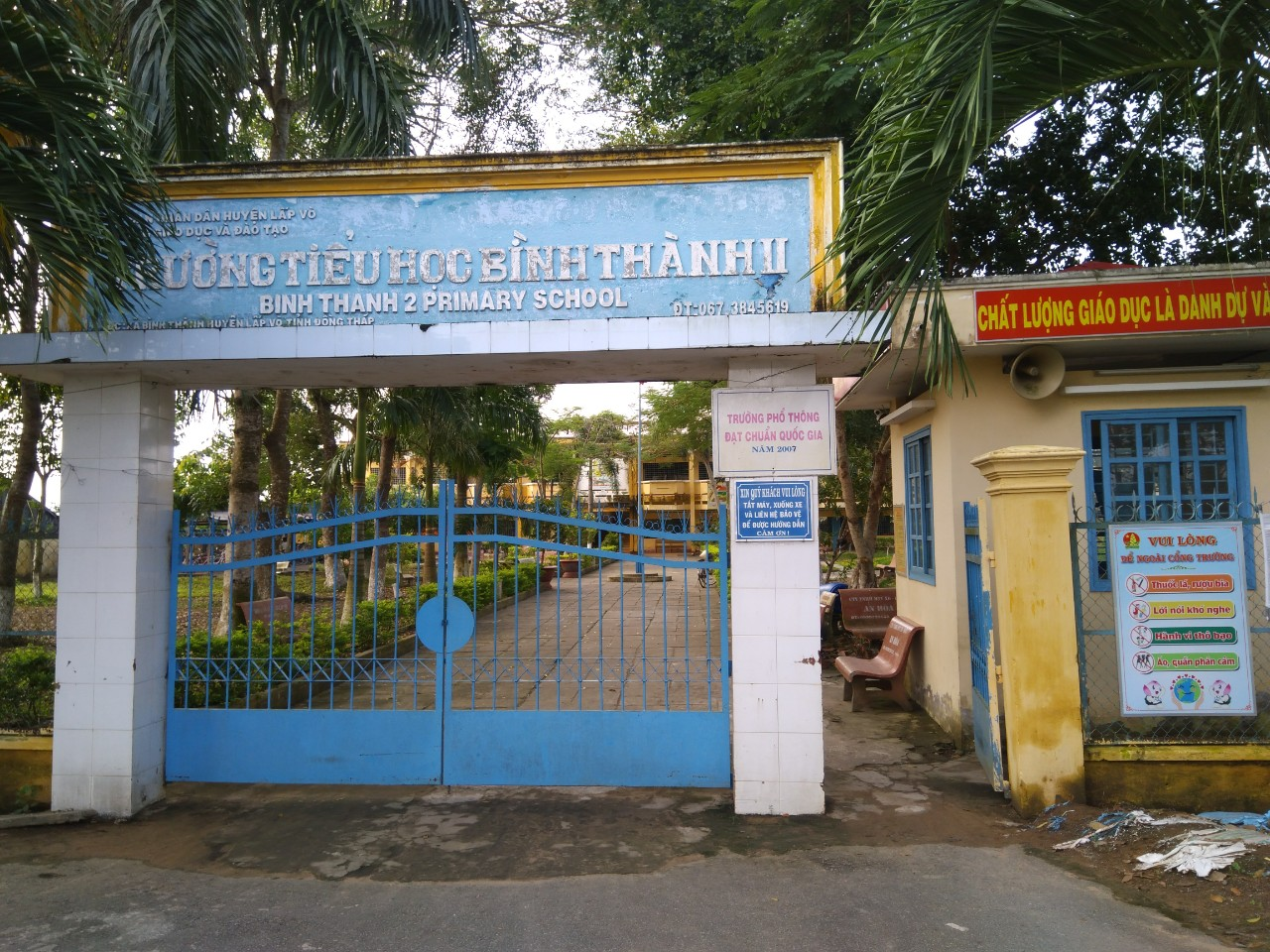
Trường tiểu học Bình Thành 2
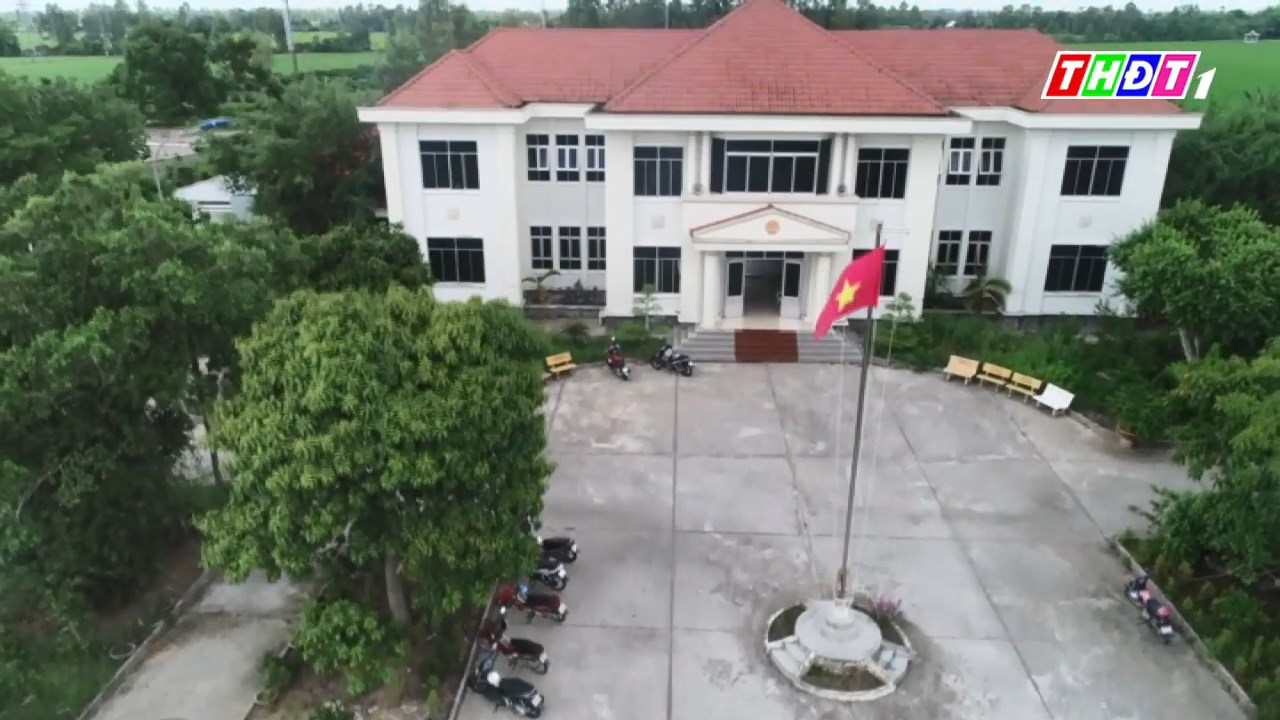
Ủy ban nhân dân xã Bình Thành huyện Lấp Vò, tỉnh Đồng Tháp